# Swazi Express Airways
Swazi Express Airways war eine Fluggesellschaft in Eswatini. Sie trug ab Gründung 1995 zunächst für ein Jahr den Namen Steffen Air. Der Flugbetrieb wurde am 4. April 2008 eingestellt. Die Fluggesellschaft befand sich auf der Liste der Betriebsuntersagungen für den Luftraum der Europäischen Union.

## Flotte und Ziele
Swazi Express Airways nahm 1995 den Betrieb mit einer Cessna 210 vom Flughafen Matsapha nach Maputo und Vilanculos in Mosambik auf. Drei Jahre später wurde die nur fünf Passagierplätze umfassende Maschine durch eine 11-sitzige Cessna 208 Caravan ersetzt. Fortan wurde auch nach Durban in Südafrika geflogen. 2002 ersetzte man die Caravan durch eine Metro III mit 19 Sitzplätzen.
Im Februar 2008 bestand die Flotte aus einer Metro III und einer ATR 42-300.